# Arib (Name)
Arib ist ein weiblicher und männlicher Vorname und ein Familienname.

## Namensträger

### Weiblicher Vorname
- Arib al-Mamuniyya (um 790–880), Singmädchen (qaina) und Dichterin

### Familienname
- Gaëtan Arib (* 1999), französischer Fußballspieler
- Khadija Arib (* 1960), niederländische Politikerin